# Санта Кроче (Мачерата)
Санта Кроче је насеље у Италији у округу Мачерата, региону Марке.
Према процени из 2011. у насељу је живело 14 становника. Насеље се налази на надморској висини од 448 м.